# Herb powiatu włodawskiego
Herb powiatu włodawskiego – jeden z symboli powiatu włodawskiego, ustanowiony 28 września 2001.

## Wygląd i symbolika
Herb przedstawia na tarczy późnogotyckiej dwudzielnej w słup w polu lewym na złotym tle błękitny krzyż jagielloński oraz trzy czerwone poprzeczne włócznie (z herbu Jelita), natomiast w polu prawym na zielonym tle postać srebrnego rycerza ze złotą włócznią i złotym mieczem (nawiązanie do herbu Włodawy).